# Nyctimene varius
Nyctimene varius (Andersen, 1910) è un pipistrello appartenente alla famiglia degli Pteropodidi, diffuso nelle Isole Molucche centrali.

## Descrizione

### Dimensioni
Pipistrello di medie dimensioni, con lunghezza dell'avambraccio di circa 51 mm.

### Aspetto
La pelliccia è simile a quella di N. vizcaccia. Il colore del dorso è marrone con dei riflessi più scuri, la testa è più chiara, la gola e la parte centrale del ventre è biancastro, mentre i fianchi sono marroni. La banda dorsale è bruno-nerastra, sottile ed irregolare, visibile soltanto sulla groppa. e narici hanno la forma di due piccoli cilindri che si estendono ben oltre l'estremità del naso e sono spesso ricoperte di macchie gialle. La coda è corta e si estende completamente fuori dall'uropatagio, il quale è ridotto ad una sottile membrana lungo la parte interna degli arti inferiori.

## Comportamento

### Alimentazione
Si nutre di frutta.

## Distribuzione e habitat
Questa specie è conosciuta soltanto sulle isole di Buru e di Seram, nelle Isole Molucche centrali.
Vive nelle foreste montane.

## Tassonomia
Lo stato di N. varius come specie distinta da N. albiventer è in corso di verifica.
Poiché l'unico individuo di N. minutus è stato generalmente identificato come un esemplare di N. albiventer, N.varius non può essere considerata una sottospecie di N. minutus stesso, come erroneamente indicato da Simmons.

## Conservazione
La IUCN Red List, considerato l'Areale ristretto e frammentato, ed il proprio habitat in continuo degrado, classifica N. varius come specie vulnerabile (VU).